# Stephen Toope
Stephen Toope, este președintele Universității din Columbia Britanică.